# Miltochrista eccentropis
Miltochrista eccentropis là một loài bướm đêm thuộc phân họ Arctiinae, họ Erebidae.